# Prignac-et-Marcamps
Prignac-et-Marcamps es una población y comuna francesa del departamento de Gironda en la región de Nueva Aquitania.

## Geografía
Comuna situada en el viñedo de Côtes-de-Bourg.

## Demografía
| 806 | 812 | 1 069 | 1 262 | 1 268 | 1 286 | 1 394 |
| Para los censos de 1962 a 1999 la población legal corresponde a la población sin duplicidades (Fuente: INSEE [Consultar]) |     |       |       |       |       |       |